# 이란땃쥐
이란땃쥐(Crocidura susiana)는 땃쥐과에 속하는 포유류의 일종이다. 이란의 토착종이다. 서식지 감소로 멸종 위협을 받고 있다.